# Tommy Lucas
Thomas „Tommy“ Lucas (* 22. September 1895 in St Helens; † 11. Dezember 1953 in Aylesbury) war ein englischer Fußballspieler. In der Zeit zwischen den beiden Weltkriegen gewann der Abwehrspieler mit dem FC Liverpool in der Saison 1921/22 die englische Meisterschaft und war auch im Jahr darauf im erweiterten Kader, der den Titel verteidigte.

## Sportlicher Werdegang
Lucas wuchs in einer Rugbyhochburg auf, bevorzugte aber rasch das Fußballspielen auf Ascheplätzen in seiner Heimatstadt St Helens. Zu den frühen Stationen zählten im Jugendalter Mannschaften wie Peasley Cross und der FC Heywood, der schon einmal in der Lancashire Combination aktiv gewesen war. Im Jahr 1916 schloss er sich dann dem FC Liverpool an und nach dem Ende des Ersten Weltkrieges debütierte er für den Klub am 13. September 1919 beim 2:1-Sieg gegen Aston Villa in der höchsten englischen Spielklasse. Nach 16 Einsätzen in seiner ersten Saison etablierte er sich fortan in der Abwehrformation der „Reds“ und obwohl er nicht gerade groß gewachsen war, hatte er eine athletische Statur, zeigte sich zweikampfstark, verfügte über eine ordentliche Schusshärte und war durchaus versiert im Kopfballspiel.
Als der FC Liverpool in der Saison 1921/22 die englische Meisterschaft gewann, steuerte Lucas 27 Ligapartien bei. Dass er im folgenden Jahr der Titelverteidigung dann nur ein einziges Mal aufgeboten wurde, lag an der starken Konkurrenz, die in der Mannschaft auf den beiden Abwehrseiten vorherrschte. Darüber hinaus war auch die Läuferreihe mit Tom Bromilow und Jack Bamber prominent besetzt. Mit Donald McKinlay und Ephraim Longworth hatte Lucas, der am 22. Oktober 1921 sein erstes von drei Länderspielen für England gegen Irland (1:1) absolviert hatte, gleichsam Nationalspieler auf seinen Positionen „vor sich“. Diese zeigten in der Spielzeit 1922/23 dann auch derart konstante Leistungen, dass Lucas, der auf beiden Seiten eingesetzt werden konnte, oft außen vor blieb. Dazu kam, dass er in Bezug auf Zweikampfhärte nicht den Legendenstatus besaß wie der hoch angesehene Longworth. Da er aber acht Jahre jünger als Longworth war, führte dazu, dass Lucas schnell wieder Teil der Stammformation wurde. Während der verbleibenden 1920er-Jahre absolvierte er stets jeweils mindestens 30 Pflichtspiele. Eine Ausnahme bildete verletzungsbedingt die Saison 1928/29, aber aus dieser Krise kämpfte er sich wieder heraus und in der Spielzeit 1930/31 war er neben Archie McPherson der einzige Liverpool-Akteur, der kein Ligaspiel verpasste. Er absolvierte sein letztes Spiel für Liverpool am 22. Oktober 1932 gegen den späteren Meister FC Arsenal (2:3) und verabschiedete sich im Juli 1933 nach insgesamt 366 Pflichtpartien. Beim drittklassigen Klub Clapton Orient in London ließ Lucas dann die Profilaufbahn ausklingen.
Nach dem Ende seiner aktiven Karriere betrieb Lucas knapp 18 Jahre die Gaststätte „Woolpack“ in Stoke Mandeville. Er verstarb 58-jährig im Stoke Mandeville Hospital in Aylesbury.

## Titel/Auszeichnungen
- Englischer Fußballmeister (1): 1922